# Köztársaság (dráma)
A Köztársaság egy versben íródott, eredetileg tizenöt, színpadi változata tizenhét jelenetből álló önálló színmű Szálinger Balázs 2012-ben megjelent azonos című kötetéből. Központjában Gaius Julius Caesar áll, akit Krisztus előtt 75-ben kalózok ejtenek fogságba.
2012-ben a Színházi Dramaturgok Céhe az évad legjobb magyar drámájának választotta.

## Szereplők
- Gaius Iulius Caesar - 25 éves római patrícius, szenátor
- Hariszteász - 55 éves görög kalózvezér, római polgár
- Cirrus - 33 éves perzsa szabados Gaius mellett, Gaius barátja
- Arianész - 40 éves görög kalóztiszt
- Ariadné - 34 éves családanya, Arianész hitvese
- Miró - 33 éves hispán származású kalóz, szakács
- Dara - 30 éves perzsa származású kalóz
- Marcus - 34 éves római származású kalóz, őr
- Sophia - 16 éves kamasz, Hariszteász lánya
- Délea - 24 éves süket szolgálólány
- Dadus - 60 éves szicíliai asszony
- Propraetor - 50 éves kis-ázsiai tisztviselő

## Története
„…magánéleti történetsorozatról szól, amely több párhuzamos történet révén megmutatja, milyen mélyen nyúl bele a politika az emberek magánéletébe. …a cím ellenére nem hétköznapi szinten aktuális a darab, hanem „mélyáramokat” ragad meg.” – mondta a műről 2013-ban Telihay Péter, a székelyudvarhelyi ősbemutató előadás rendezője.
A dráma Gaius, azaz Julius Caesar egy ifjú kori, Suetonius római és Plutarkhosz görög-római életrajzírók által lejegyzett kalandjáról szól, mikor is kalózok fogságában töltött néhány napot. A római hadvezér és politikus életrajza rejtélyes, e miatt néhány történész azt feltételezi, hogy e történet csak kitaláció, esetleg maga a hős találta ki, hiszen Caesar később is szívesen gondoskodott saját tetteinek propagandájáról.
A mű egy jogilag igen, de valójában nem működő államot, a késői Római Köztársaságot hasonlítja össze egy kívülről zűrzavarosnak tűnő, de a maga rendje szerint mégiscsak életképes kalózállammal, melyben megjelenik ez a fiatalember, aki valamit tanul vagy eltanul ebből.
Kr.e. 75-ben Caesar – miután nagybátyja, Marius elveszítette a polgárháborút Sulla ellen, távozott Rómából és – retorikai tanulmányai miatt Rodoszra utazott, azonban útközben, a Földközi-tengeren Pharmacussa szigeténél (a valóságban a Dodekanészosz-szigetcsoporthoz tartozó Pharmakoszon) kalózok fogságába esett, – méghozzá a Marius egykori egyik első katonája, Hariszteász által kitalált rablóállamban, – akik váltságdíj ellenében akarják csak szabadon engedni az ifjú patríciust.
Hariszteásznak, a görög kalózvezérnek, aki bár azt egyből megérzi, hogy foglya nagy ember lehet, Gaius – az akkor még nem közismert –, ifjú római patricius és szenátor nem fedi fel rögtön kilétét. Hamar beszélgetésbe elegyednek demokrácia–autokrácia témakörben. Caesar taktikai képességeit jól mutatja, hogy képes magáért sokkal több váltságdíjat kérni Rómától, mint amit a kalózok elsőre megállapítanak.
A cselekményben két szerelmi szál is szerepet kapott. Helyszínük Arianész háza. Az egyik Sophia, Hariszteász lánya és Miró, a szakács között szövődött viszony, a másik romantikus szál Ariánész és Ariadné házastársi epizódjai.
Az emberi kiszolgáltatottság (hogy románcok szövődnek, majd mennek tönkre, barátságok szakadnak szét, a szüzesség elvesztése és a viszonyt leplező homoszexualitása stb.) hatására, akárcsak a látszatdemokráciára épített köztársaságba, ebbe a viszonyrendszerbe is bele van kódolva a (le)bukás.

## A dráma alakulásáról
A dráma – ahogy Szálinger Balázs művei általában – időmértékes verseléssel íródott. A szöveget gondolatiság, szarkazmus, valamint humor jellemzi és az egy-egy monológban megjelenő kortárs líra teszi egységessé.
2010 elején, amikor Szálinger Balázs anyaggyűjtés céljából Kolozsváron töltött közel egy évet (majd később is rövidebb időtartamokat), már megvolt a dráma alapötlete, címe, témája. Rengeteg Julius Caesarral kapcsolatos könyvet vitt magával, ezekre alapozta művét, melyet azonban Pesten írt.
Először még a megjelenés évében, 2012-ben Pécsett a POSZT OFF-programján, a Színházi Dramaturgok Céhe által szervezett nyílt fórumon, egy felolvasó-színházi előadás készült belőle, amelyet Faragó Zsuzsa dramaturg közreműködésével Laboda Kornél rendezésében hallhatott a közönség Gazsó György, Pálos Hanna és Chován Gábor előadásában.
2012. szeptember 21-én a Színházi Dramaturgok Céhe az évad legjobb magyar drámájának választotta.
2013 februárjában Romániában, a székelyudvarhelyi Tomcsa Sándor Színházban volt a darab első, ősbemutatója. Ekkor lett Telihay Péter rendező kérésére az eredetileg tizenöt jelenetből tizenhét. Szálinger Balázs megtoldotta az eredeti művet: az egyik jelenetben Sophia viszonyára derül fény apjával a kalózvezérrel; a másik pedig a fiatal lány szerelmi jelenetét mutatja meg a szakáccsal.
Magyarországon 2013 novemberében mutatták be először a színművet a zalaegerszegi Hevesi Sándor Színházban, ahol Babarczy László és Sztarenki Pál alakította és állította színpadra.
2016-ban, a Zsámbéki Színházi és Művészeti Bázis bemutatójához kapcsolódóan Floszmann Attila installációt is készített. A Berlinben élő fiatal fotóművész a Silence after the Revolution (Csend, forradalom után) című fotósorozatát – mely az első líbiai polgárháború alatti pusztítás lírai narratívája, a brutalitás dokumentálása nélkül – két másik témával kibővítve rendezte be a bázis egyik bunkerét, melyek mindegyike a háborús-társadalmi konfliktusokra, a kultúrák között feszülő ellentétetekre reflektáltak többféle nézőpontból. Ez vezette át a kilátogató nézőket, bejárva így a hajdani katonai létesítmény szinte egészét, az egyik másik hangárban tartott előadás, a Horváth Illés rendezte dráma hangulatába, mondanivalójába augusztus 19–20–21-én. Ez a rendezés Budapesten a Trafóban is bemutatásra került 2017 februárjában. A rendezőnek mindvégig fontos volt, hogy a 21. század globális – és nem lokális – problémáira és a hatalmi erőviszonyok állandó változásaira reflektálva az emberi jellemet helyezze középpontba. 2017 júniusában Horváth Illés a darab megrendezéséért Mátyás Irén-emlékdíjat kapott, augusztusban pedig újabb programok – magyar és külföldi fiatal művészek fotó-, film- és hanginstallációiból született csoportos kiállítás, illetve filmvetítés és kerekasztalbeszélgetés a Berlinben élő szíriai Livá Jázdzsi színházi és filmes alkotóművésszel – kíséretében látható az előadás.

## Színházakban
- Tomcsa Sándor Színház, Székelyudvarhely, 2013
rendező: Telihay Péter, díszlet: Telihay Péter, Szűcs-Olcsváry Gellért, jelmez: Telihay Péter, Vidovenyecz Edina
szereposztás: Dénes Gergely, Csurulya Csongor, Antal D. Csaba, Szűcs-Olcsváry Gellért, Vidovenyecz Edina, Tóth Árpád, Barabás Árpád, Kulcsár-Székely Attila, Jakab Orsolya, Bekő F. Zenkő, László Kata, Dunkler Róbert, Varga Márta
- Hevesi Sándor Színház, Zalaegerszeg, 2013
rendező és dramaturg: Babarczy László, Sztarenki Pál, díszlet: Mészáros Tibor, jelmez: Cselényi Nóra, animáció: Nagy Orsi, koreográfus: Stefán Gábor
szereposztás: Vékes Csaba, Farkas Ignác, Bellus Attila, Urházy Gábor László, Lőrincz Nikol, Mihály Péter, Kiss Ernő, Szakály Aurél, Kovács Olga, Lupaneszku Vivien, Ecsedi Erzsébet, Wellmann György
- Zsámbéki Színházi és Művészeti Bázis, 2016 (Trafó – Kortárs Művészetek Háza, Budapest, 2017[12])
rendező: Horváth Illés, dramaturg: Sediánszky Nóra, látványtervező: Cseh Renátó, jelmez: Gálvölgyi Anett, Miovác Márton, fény: Kehi Richárd, hang: Kerekes András
szereposztás: Gáspár Tibor, Nagy Mari, Takács Géza, Pál András, Gémes Antos, Ágoston Péter, Lovas Emília, Mészáros András, Horgas Ráhel[18]